# Al ha-Nissim

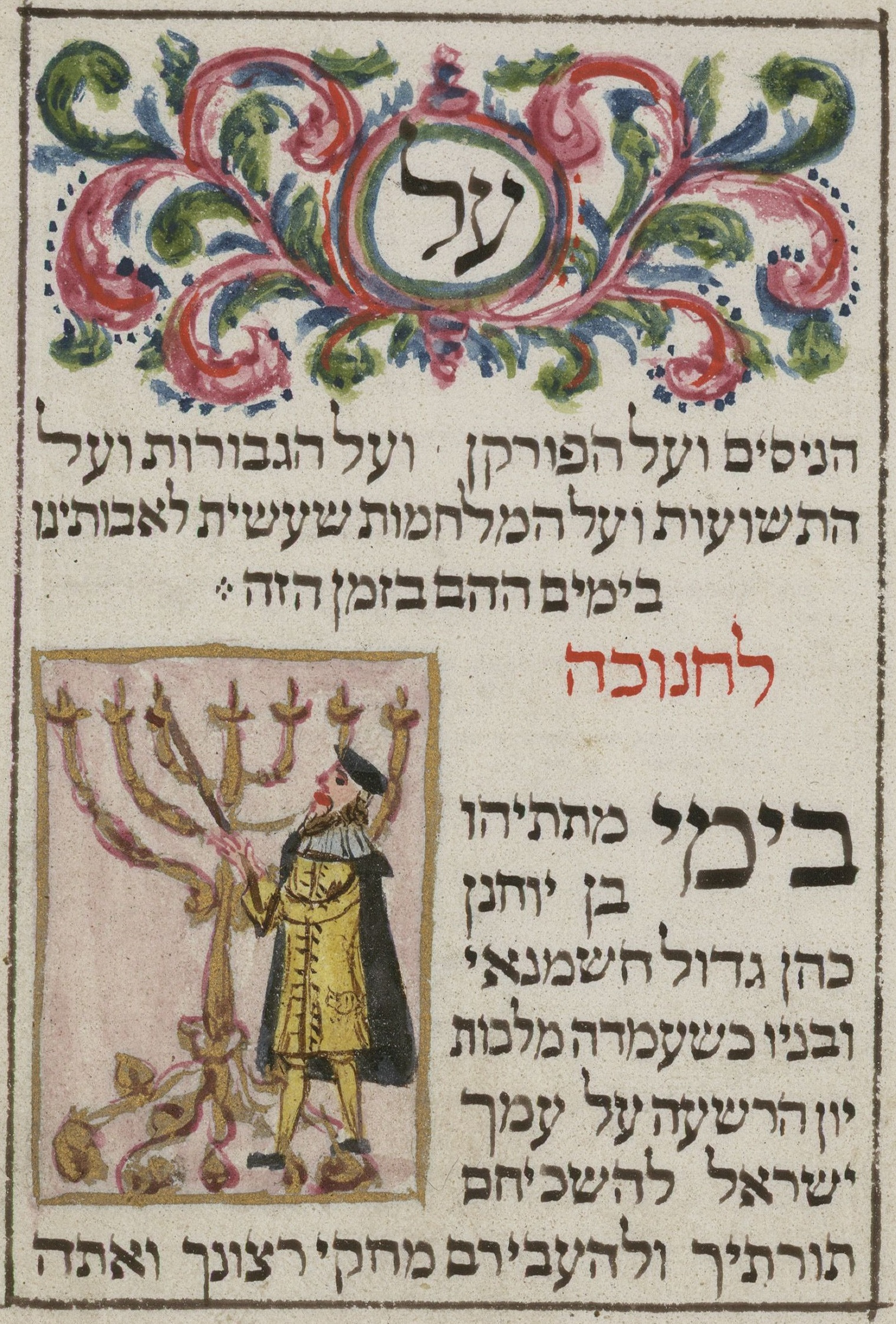

Al ha-Nissim (hebräisch עַל הַנִסִּים; dt.: Für die Wunder) ist ein jüdisches Dankgebet. Es wird z. B. an Chanukka ins Achtzehnbittengebet sowie ins Tischgebet eingefügt und auch an Purim gesprochen. Der Autor des Dankgebets ist unbekannt.
Das Gebet beginnt mit einem allgemeinen Dank für die Unterstützung Gottes gegenüber den Juden in vergangenen Zeiten. Je nach Fest wird dann noch an eine spezielle Begebenheit erinnert: An Chanukka wird kurz zusammengefasst, worin die Hasmonäische Revolte bestand, an Purim erzählt, wie Gott verhindert habe, dass Haman die Israeliten ausrottete.

## Erweiterung an Chanukka
Die Erweiterung an Chanukka ist historisch problematisch, da hier offenbar der Hohepriester Jonatan mit Johanan, dem Vater des Hasmonäers Mattatias, verwechselt wurde. Abweichend von anderen Überlieferungen zu Chanukka wird hier außerdem ausschließlich Gott als der Überwinder der Griechen dargestellt, die in hellenistischer Zeit, im 2. Jahrhundert v. Chr., den Tempel in Jerusalem schändeten und das Judentum unterdrücken wollten. Laut dem Gebetstext sollen sich die Juden erst nach dieser Tat Gottes ihm wieder zugewandt und den Tempel neu geweiht haben. Der Makkabäer Jehuda sowie der kleine Ölkrug, der nach anderen Überlieferungen ausreichte, die Menora im Tempel acht Tage lang brennen zu lassen, werden im Al ha-Nissim nicht erwähnt. Dies ist vielleicht auf die Missbilligung der Hasmonäer durch die Talmudisten zurückzuführen: Als Kohanim sollten die Hasmonäer eigentlich nur Tempeldienst leisten, sie eigneten sich aber auch die weltliche Herrschaft an.

## Geschichte
Das Gebet hat eine lange Tradition; bereits im Talmud Berachot 3,10, wo sich die älteste Formulierung der jüdischen Liturgie findet, wird die Voraussetzung für die Aufnahme derartiger Gebete in den Festablauf besprochen. Laut Ismar Elbogen entspricht der Gebetstext in modernen Siddurausgaben fast genau der Version, die in den handschriftlichen Gebetssammlungen Raw Awrams überliefert ist, die aus dem 9. Jahrhundert stammen.
Schon einige alte Quellen enthalten eine Ergänzung, in der auch auf die jeweilige Gegenwart der Betenden angesprochen und die Bitte ausgedrückt wird, ähnliche Taten auch zu diesem Zeitpunkt noch auszuführen. Nach der halachischen Tradition sollen jedoch Danksagungen und Bitten nicht miteinander vermischt werden, so dass in etlichen Gebetbüchern dieser Zusatz fehlt. Es gab auch Versuche, die Rezitation eines derartigen Dankgebetes am israelischen Unabhängigkeitstag einzuführen.
Al ha-Nissim wurde bereits in der Tosefta zu Chanukka und Purim erwähnt. Auch Raw Acha (hebräisch רב אחאי משבחא) nennt das Gebet in Sche'iltot (hebräisch ספר השאילתות). Der vollständige Gebetstext erscheint zum ersten Mal im Seder Raw Amram (hebräisch סדר רב עמרם גאון), dem ältesten bekannten Siddur mit großer liturgischer Sammlung einschließlich Gebets- und Ritualvorschriften, der von Amram ben Scheschna geschrieben wurde. Erneut erscheint der vollständige Gebetstext im Siddur Saadia Gaon (hebräisch סידור רס"ג).

## Beschreibung
Al ha-Nissim wird an den beiden Feiertagen Chanukka und Purim – zusammen mit dem Achtzehnbittengebet und Birkat Hamason – vorgetragen. An diesen Feiertagen beginnt es mit den Worten, nach denen das Gebet benannt wurde.
An Chanukka wird das Gebet vorgetragen, um Gott für die Wunder an Chanukka zu danken.
An Purim wird das Gebet vorgetragen, ohne die Wunder an Purim zu nennen.